# میامی شمالی (اکلاهما)
میامی شمالی(به انگلیسی: North Miami) شهری در ایالت اکلاهما کشور ایالات متحده آمریکا است که جمعیت آن در سرشماری سال ۲۰۱۰ میلادی، ۳۷۴ نفر بوده‌است.